# Nebulosa Scheletro
La Nebulosa Scheletro è un tenue sistema di nebulosità non illuminate o debolmente illuminate a forma di cono visibile nella costellazione del Cancro.
Si individua nella parte nordoccidentale della costellazione, più o meno lungo la congiungente fra le stelle γ Cancri e χ Cancri, pochi minuti d'arco a sud di una stella di magnitudine 6,81 catalogata come HD 71729. Il periodo più indicato per la sua osservazione nel cielo serale ricade fra i mesi di dicembre e maggio ed è facilitata per osservatori posti nelle regioni dell'emisfero boreale terrestre.
Questa nebulosa piuttosto estesa di materia interstellare possiede una forma a cono o a cometa ed è stata individuata e studiata nel 2006 partendo da mappature agli infrarossi del satellite IRAS; sebbene nebulose con questo aspetto siano generalmente considerate come un'evidenza di processi di interazione fra onde d'urto e mezzo interstellare, l'esatta causa che ha plasmato questa nube resta non definita. La nebulosa possiede due nuclei più densi, che però non sembrano ospitare alcun fenomeno di formazione stellare. La stima sulla sua distanza è affetta da numerose incertezze, ma è genericamente indicata come pari a 200 parsec (650 anni luce); a questa distanza, la sua massa potrebbe essere pari a 3,5±2,3 M⊙.
Studiando i dintorni della nebulosa agli infrarossi sono state identificate tre sorgenti che potrebbero coincidere con le responsabili della forma della nube stessa: una nana rossa con forti linee di emissione, una stella nana al carbonio catalogata come WD 0824+288 e la pulsar PSR B0823+26; fra queste, la pulsar sembrerebbe essere la migliore candidata, trovandosi a circa 360 parsec e mostrando un moto proprio coincidente con l'asse maggiore della nebulosa. Tuttavia, non vi sono prove certe di ciò e la causa reale della forma della nube potrebbe anche essere l'interazione con l'ambiente interstellare circostante.